# Vilho Niittymaa

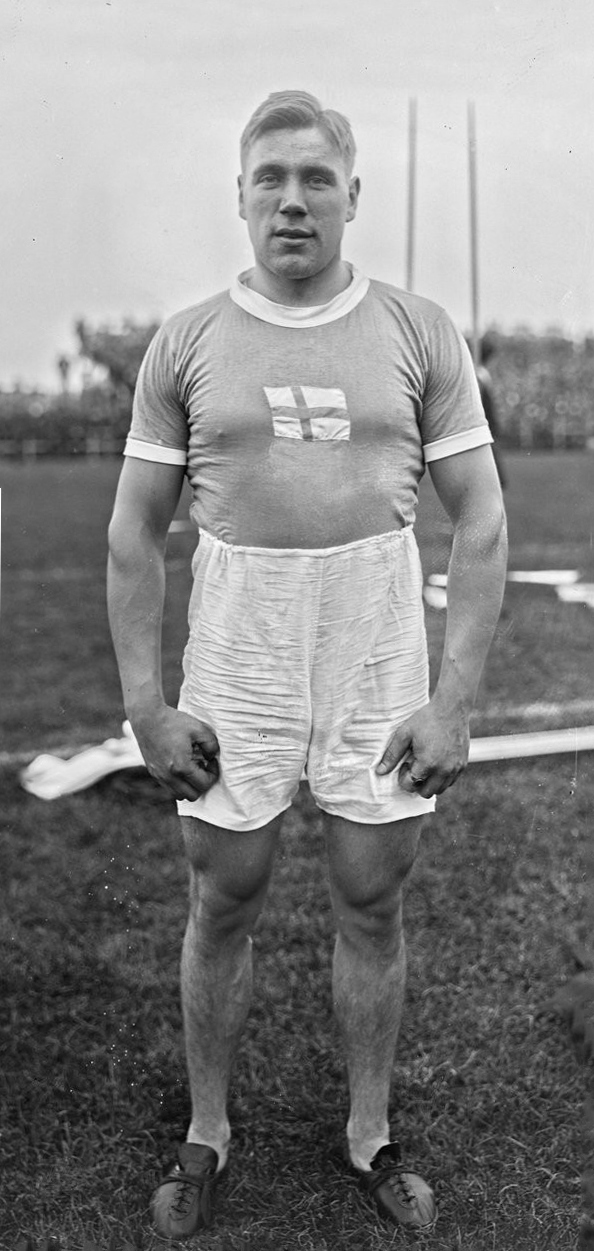
Vilho Niittymaa, 1922

Vilho Niittymaa (Vilho Aleksander Niittymaa; * 19. August 1896 in Yläne; † 29. Juni 1979 in Helsinki) war ein finnischer Leichtathlet.
Bei den Olympischen Spielen 1924 in Paris gewann er hinter dem US-Amerikaner Bud Houser und vor dessen Landsmann Thomas Lieb die Silbermedaille im Diskuswurf.